# Ormosia tavoyana
Ormosia tavoyana är en ärtväxtart som beskrevs av David Prain. Ormosia tavoyana ingår i släktet Ormosia och familjen ärtväxter. Inga underarter finns listade i Catalogue of Life.